# Перзегери-Гвајане (Венеција)
Перзегери-Гвајане је насеље у Италији у округу Венеција, региону Венето.
Према процени из 2011. у насељу је живело 108 становника. Насеље се налази на надморској висини од 0 м.